# Bisdom Laghouat

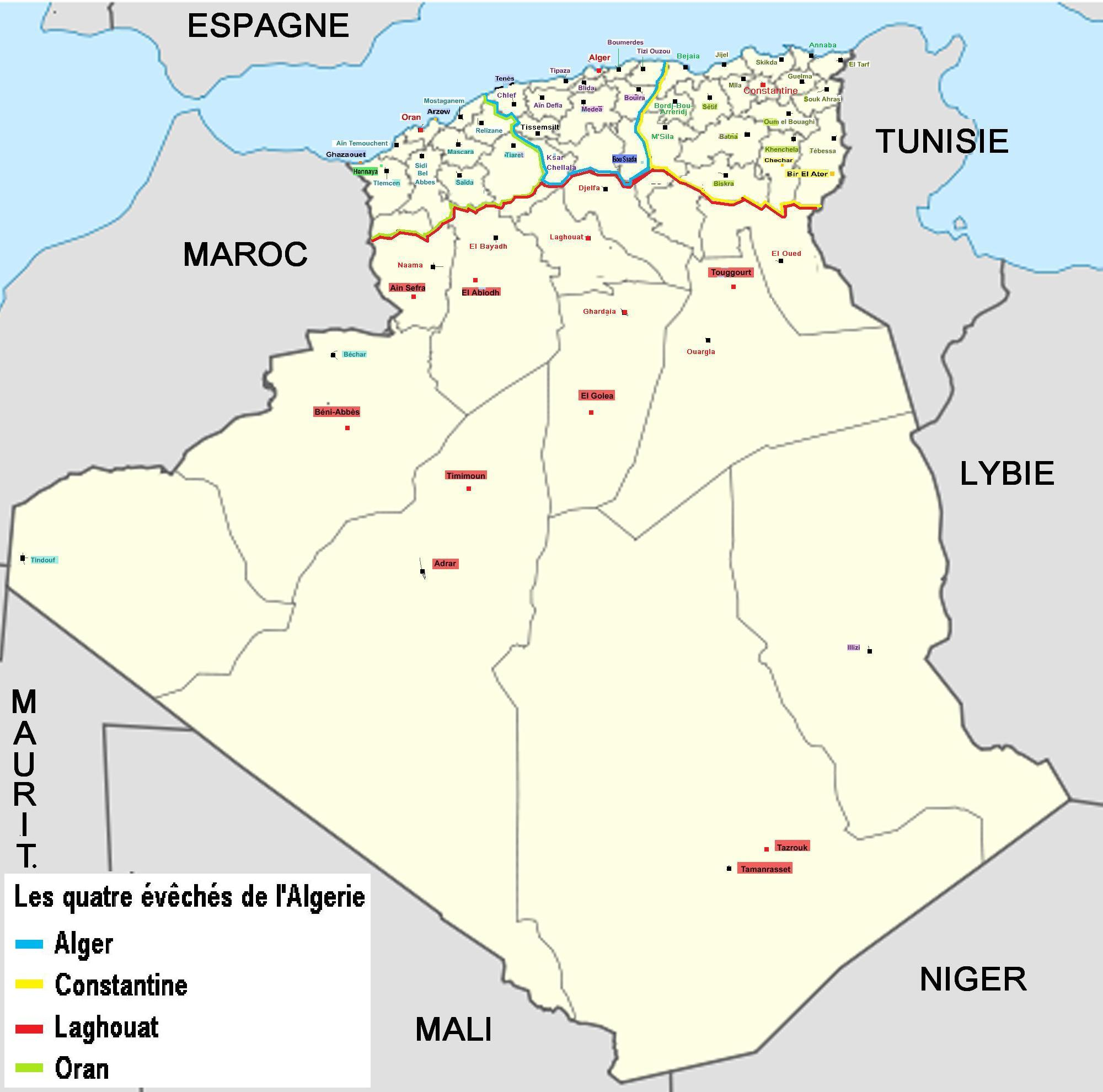
De bisdommen van Algerije

Het Algerijnse bisdom Laghouat (Latijn: Dioecesis Laghuatensis) werd op 19 juli 1901 als Apostolische prefectuur van Ghardaïa (Latijn: Ghardaiensis) gesticht en veranderde de naam op 10 januari 1920 in Apostolische Prefectuur Ghardaïa nel Sahara (Latijn: Ghardaiensis in Sahara). Op 10 juni 1948 werd het een Apostolisch vicariaat. Op 14 september 1955 werd het vicariaat verheven tot een diocees en vernoemd naar de stad Laghouat. Het ressorteert rechtstreeks onder de Heilige Stoel en is niet suffragaan aan het aartsbisdom Algiers. De bisschopsstad telt ruim 300.000 inwoners en is tevens hoofdstad van de gelijknamige wilaya. De bisschop resideert echter in de plaats Ghardaïa. 
Het bisdom is 2.107.780 km² groot en omvat vrijwel geheel Algerije ten zuiden van het Atlasgebergte. Het telde in 1950 12.241 gelovigen. Tussen 2002 en 2004 werd het aantal katholieken geschat op 2.000. In 2004 beschikt het over 16 priesters en 61 religieuzen. Het bisdom Laghouat geldt sinds de stichting als een missiegebied en wordt bediend door de Witte Paters (de Missionarii Africae of Patres Albi). In het bisdom leefde de zalige Charles de Foucauld ruim vijftien jaar. Hij is begraven in Tamanrasset, dat in het uiterste zuiden van het diocees Laghouat ligt en tegenwoordig een bedevaartsoord is.

## Bisschoppen (episcopaat)
- Georges Mercier PA (1948-1991)
- Jean-Marie Raimbaud PA (1968-1989)
- Michel-Joseph-Gérard Gagnon PA (1991-2004)
- Claude Rault PA (2004-2017)
- John Gordon MacWilliam PA (2017-heden)